# Ethiopisch-Katholieke Kerk
De Ethiopisch-Katholieke Kerk (Amhaars: የኢትዮጵያ ካቶሊክ ቤተ ክርስቲያን; Latijn: Ecclesia Catholica Aethiopica) behoort tot de oosters-katholieke kerken. Haar gelovigen wonen voornamelijk in Ethiopië. De Ethiopisch-Katholieke Kerk volgt de alexandrijnse ritus; de liturgische taal is Ge'ez of Amhaars. Deze kerk gebruikt de juliaanse kalender.

## Geschiedenis
Eind 16e eeuw probeerden Portugese dominicanen en jezuïeten binnen de Koptisch-Orthodoxe Kerk in Ethiopië tevergeefs een unie met de Rooms-Katholieke Kerk te bewerkstelligen. Begin 17e eeuw werd het rooms-katholicisme korte tijd tot staatsgodsdienst verklaard nadat de jezuïeten erin geslaagd waren de negus Susenyos te dopen. Zijn opvolger was echter tegen een unie met Rome en katholieke priesters werd de toegang tot het land ontzegd.De koning verbrandde de boeken en doodde vele missionarissen en overige katholieken.
Pas eind 19de eeuw liet negus Menelik II een katholieke missie weer toe. Deze had echter weinig succes. In 1961 benoemde paus Paulus VI een metropoliet in Addis Abeba.

## Huidige toestand
De Ethiopisch-Katholieke Kerk telt ongeveer 220.000 gelovigen. De kerk bestaat uit:
- aartsbisdom Addis Abeba
  - bisdom Adigrat
  - bisdom Bahir Dar–Dessie
  - bisdom Emdeber

Hoofd is de, in Addis Abeba residerende, metropoliet. Sinds 2003 is dit aartsbisschop (Abune) Berhaneyesus Souraphiel.
De in Eritrea ingestelde bisdommen behoorden tot 19 januari 2015 eveneens tot deze kerk. Zij werden op deze datum toegevoegd aan de nieuw ingestelde Eritrees-Katholieke Kerk.